# Saint-Aybert
Saint-Aybert é uma comuna francesa na região administrativa de Altos da França, no departamento do Norte. Estende-se por uma área de 4.19 km². Em 2010 a comuna tinha 365 habitantes (densidade: 87,1 hab./km²).